# 梅达多·马佐布韦
梅达多·马佐布韦（Medardo Joseph Mazombwe，1931年9月24日—2013年8月29日），天主教会枢机，赞比亚人，原天主教卢萨卡总教区荣休总主教。
马佐布韦出生于赞比亚，于1960年9月4日晋铎，1971年2月7日晋牧。1996年至2006年间出任天主教卢萨卡总教区总主教。2010年11月20日被教宗本笃十六世册封为枢机。